# Guglielmo IV di Henneberg-Schleusingen
Guglielmo IV di Henneberg-Schleusingen (1475 circa – Salorno sulla Strada del Vino, 24 gennaio 1559), membro del Casato di Henneberg, fu conte principesco di Henneberg, all'interno del Sacro Romano Impero.
Figlio di Guglielmo III di Henneberg, ereditò il principato di Henneberg alla morte del padre, il 26 maggio 1480, e regnò fino alla propria morte per quasi ottant'anni, il 24 gennaio 1559. Sposò Anastasia di Brandeburgo, figlia di Alberto Achille, elettore di Brandeburgo.
Tra il 1543 e il 1544, Guglielmo aderì alla Riforma protestante. Nel 1554 firmò un trattato di eredità con Giovanni Federico II di Sassonia. Guglielmo morì a Salorno cinque anni dopo. Tuttavia, alla morte del suo successore, Giorgio Ernesto, l'ultimo principe di Henneberg, sia la linea ernestina che quella albertina della Casata di Wettin rivendicarono le sue proprietà, che nel 1660 furono infine divise tra i ducati ernestini di Sassonia-Weimar e Sassonia-Gotha e l'albertino Maurizio di Sassonia-Zeitz, mentre la signoria di Smalcalda andò al lagravio Guglielmo IV d'Assia-Kassel, in forza di un trattato di eredità del 1360.